# Kanton Kirchhain
Der Kanton Kirchhain war eine Verwaltungseinheit im Distrikt Marburg des Departement der Werra im napoleonischen Königreich Westphalen. Sitz der Kantonalverwaltung war die Stadt Kirchhain im heutigen Landkreis Marburg-Biedenkopf.
Der Kanton umfasste 9 Dörfer und zwei Städte, hatte 6.513 Einwohner und eine Fläche von 1,79 Quadratmeilen.
Zum Kanton gehörten die Ortschaften:
- Stadt Kirchhain mit Mansdorf,
- Stadt Schweinsberg,
- Allendorf,
- Anzefahr,
- Emsdorf,
- Himmelsberg,
- Langenstein mit dem Hof Netz,
- Nieder-Klein,
- Niederwald,
- Rüdigheim,
- Stausebach.